# 貝特馬爾 (阿拉伯語)
貝特馬爾（阿拉伯语：‎，拉丁化：Bayt al-mal）在阿拉伯語裡的意思是「金錢之屋」或「財富之屋」。在歷史上，它是伊斯蘭國家負責管理稅賦的金融機構，特別是早期的哈里發國。貝特馬爾作為哈里發及蘇丹的皇室國庫，處理私人的財務及國家開支。此外，貝特馬爾會把天課的收入用於公共項目。

## 歷史
在穆罕默德時期並沒有常設的貝特馬爾或國庫，因為任何收入和財富在到手的一刻就得到處理和分發，沒有薪酬需要支付，也沒有國家開支，因此沒有設立財政部門的必要。在阿布·伯克爾統治時期也是一樣，雖然伯克爾指定了一個場所作為資金的收藏地點，但所有資金在到手後馬上就分發下去，國庫處於長期閒置的狀態。在阿布·伯克爾逝世的時候，國庫裡只有一個迪拉姆（貨幣單位）。

### 設立
到歐麥爾統治時期，情況有所變化。哈里發國通過征服獲得大量的財物，歐麥爾亦開始向士兵發薪。巴林的行政長官阿布·胡萊拉送來五十萬迪拉姆，歐麥爾召開了顧問會議，就這批資金的處置方式向伙伴們諮詢意見。鄂圖曼建議保留這批資金以備未來的需要，瓦利德·本·希沙姆提出仿傚拜占庭人分別設立財政部門及會計部門。
歐麥爾遂決定在麥地那設立中央國庫，阿卜杜拉·本·艾爾蓋姆被任命為庫務官。會計部亦得以成立，負責管理開支紀錄。後來，地方上亦設立了地方國庫，地方國庫在滿足了當地的開支後要把餘額上繳到麥地那的中央國庫。根據歷史學家雅庫比的記載，中央國庫每年需要支出的薪俸超過3,000萬迪拉姆。

## 註腳
1. 1 2  Esposito（2004年），第39-40页
2. ↑  Iqbal & Mirakhor（2013年），第238页
3. 1 2  Hasan（1997年），第170页
4. ↑  Fattah & Caso（2009年），第63-65页
5. ↑  Zakaria（1989年），第51页
6. 1 2  Ahmed（2010年），第8页
7. ↑  Kihyar（2005年），第50页